# Louis Nye
Louis Nye, né Louis Neistat le 1er mai 1913 à Hartford dans le Connecticut (États-Unis) et décédé le 9 octobre 2005 à Los Angeles (États-Unis), est un acteur américain.

## Filmographie partielle
- 1960 : Voulez-vous pêcher avec moi ? (The Facts of Life) de Melvin Frank
- 1963 : Mercredi soir, 9 heures... (Who's Been Sleeping In My Bed ?), de Daniel Mann
- 1964 : Prête-moi ton mari (Good Neighbor Sam), de David Swift
- 1981 : Full Moon High de Larry Cohen
- 1985 : Vous avez dit dingues ? (O.C. and Stiggs), de Robert Altman
- 1985 : Alice au pays des merveilles (Alice in Wonderland) d'Harry Harris (en)